# Feldflieger-Abteilung 45
Feldflieger-Abteilung Nr. 45 – FFA 45 (Polowy oddział lotniczy nr 45) – jednostka obserwacyjna i rozpoznawcza lotnictwa niemieckiego Luftstreitkräfte z początkowego okresu I wojny światowej.

## Informacje ogólne
Jednostka została utworzona w drugim miesiącu I wojny światowej, w dniu 13 września 1914 roku z Festtungsfliegerabteilung 5 i weszła w skład większej jednostki 3 kompanii Batalionu Lotniczego nr 2 w Królewcu. Jednostka uczestniczyła w walkach na froncie wschodnim. 
11 stycznia 1917 roku jednostka została przeformowana i zmieniona w Fliegerabteilung 1 - (FA 1).

## Dowódcy eskadry
| Stopień | Nazwisko                   | Okres |
| ------- | -------------------------- | ----- |
| kapitan | Lölhoeffel v. Loewensprung |       |
|         | Waldemar Klepke            |       |